# Municipio de Silver Lake (condado de Worth)
El municipio de Silver Lake (en inglés: Silver Lake Township) es un municipio ubicado en el condado de Worth en el estado estadounidense de Iowa. En el año 2010 tenía una población de 211 habitantes y una densidad poblacional de 2,86 personas por km².

## Geografía
El municipio de Silver Lake se encuentra ubicado en las coordenadas 43°27′32″N 93°25′46″O / 43.45889, -93.42944. Según la Oficina del Censo de los Estados Unidos, el municipio tiene una superficie total de 73.69 km², de la cual 71,85 km² corresponden a tierra firme y (2,5 %) 1,84 km² es agua.

## Demografía
Según el censo de 2010, había 211 personas residiendo en el municipio de Silver Lake. La densidad de población era de 2,86 hab./km². De los 211 habitantes, el municipio de Silver Lake estaba compuesto por el 100 % blancos. Del total de la población el 0,95 % eran hispanos o latinos de cualquier raza.